# آرتور براون (بازیکن فوتبال، زاده ۱۸۸۸)
آرتور براون (انگلیسی: Arthur Brown؛ زادهٔ July qtr 1888) بازیکن فوتبال اهل بریتانیا است.
از باشگاه‌هایی که در آن بازی کرده‌است می‌توان به باشگاه فوتبال کاوز اسپورتز، باشگاه فوتبال پورتسموث، و باشگاه فوتبال ساوت‌همپتون اشاره کرد.